# 太魯閣牌樓
24°09′20″N 121°37′18″E / 24.155672°N 121.62159°E
太魯閣牌樓，台灣中橫公路的入口牌樓，為花蓮縣秀林鄉旅遊景點之一，位於錦文橋南端橋頭與中橫公路交會之路口上，標高60公尺，其里程位置是台8線187.5K與花2線2.720K。在公路旁的岩壁上則刻「魯閣長春」四字，在太魯閣牌樓附近設置的展望台，可供遊客駐足觀賞其景點。

## 興建歷史
中華民國政府為象徵台灣的第一條東西橫貫公路，建造一座匾題「東西橫貫公路」六字的牌樓，故亦稱東西橫貫公路牌樓，這條公路便是現今常稱「中橫公路」。太魯閣牌樓隨著1960年5月9日中橫公路通車後，來往的駕駛可見這座外觀具有中國宮殿式的牌樓。
太魯閣牌樓因地處要衝，不僅是中橫公路通往太魯閣峽谷必經之處，並因錦文橋為蘇花公路唯一通過立霧溪的橋樑，使緊鄰錦文橋的太魯閣牌樓成蘇花公路必經之處，為改善太魯閣牌樓地處匯集中橫公路與蘇花公路的兩方車潮影響而發生堵塞現象，因此公路總局於1999年2月興建太魯閣大橋，將蘇花公路截彎取直，2002年7月啟用後，雖然蘇花公路不經太魯閣牌樓，但錦文橋與原有道路（太魯閣口-上崇德段後改編為花2線）至今仍保留。
2005年3月29日，文化建設委員會依據《文化資產保存法》登記列為歷史建築，以表徵先民開闢中橫公路之紀念意義。太魯閣牌樓因年久失修，太魯閣國家公園管理處為配合《中橫公路開通50週年紀念》系列活動予以整修，以趕在2010年5月9日活動之前完成修復。直到今日，太魯閣牌樓仍是象徵進入中橫公路的指標建築，也是遊客前往太魯閣峽谷途中會停駐拍攝之景點。
2024年11月4日，一台工程車通過牌樓時，因吊桿碰撞擊橫梁導致牌坊受損。太魯閣國家公園管理處事後經通知花蓮縣文化局，盡速提出修復計畫。

## 建築結構
太魯閣牌樓的主體採三間四柱三樓式，屋簷形式為單檐廡殿頂，上覆金黃色琉璃瓦，但因長年日曬雨淋，琉璃瓦色澤已有變化。柱體採朱紅色，柱與柱之間的廊道是為「一間」，因太魯閣牌樓設計成四柱，故有左、中、右三間，每一間的屋簷皆設計成簷樓，故合計三座，是供排水之用。在主樓的兩根大楣上則彩繪「雙龍搶珠」，而兩根大楣之間則立六塊匾額，匾額呈黑色，字採金黃色題，每一匾題一字，自右向左依序排列：「東」、「西」、「橫」、「貫」、「公」、「路」。每一間的簷樓都設計有脊獸裝飾，主樓在正脊上兩端各有一隻脊獸，四條垂脊的簷角也各有一隻脊獸；左右兩旁的邊樓因只有一條正脊與兩條垂脊，故脊獸設計成正脊一隻、垂脊兩隻，合計有六隻脊獸。太魯閣牌樓下方的柱腳全都採未加雕飾的白色夾柱石，還有在牌樓的一側旁立有石獅一座，另一側的因靠近岩壁而未設。
至於牌樓上所題之「東西橫貫公路」6字，出自台灣當代書法家王壯為，當時他是前副總統陳誠的機要秘書，也為陳誠代筆。

## 引用來源
1. 1 2  . 太魯閣國家公園管理處.   [2012-02-05].[]
2. 1 2 3  . 太魯閣國家公園管理處.   [2012-02-05].[]
3. 1 2  . 文化部文化資產局.   [2012-01-29]. （原始内容存档于2021-02-11）.
4. ↑  廣瀨 榮. . 阿榮的花蓮旅遊資訊部落格. 2010-12-03  [2012-02-05].[]
5. 1 2  . 美麗臺灣心視界.   [2012-02-05]. （原始内容存档于2021-02-11）.
6. ↑  . 交通部公路總局.   [2012-02-02].[]
7. ↑  . 交通部公路總局第四區養護工程處.   [2012-02-05]. （原始内容存档于2014-01-17）.
8. ↑  游太郎. . 自由電子報. 2010-03-30  [2012-02-02]. （原始内容存档于2013-02-20）.
9. ↑  . . ㄚ榮的寫真日記. 2009-07-14  [2012-02-02]. （原始内容存档于2016-03-07）.
10. ↑  王思慧. . 聯合新聞網.   [2024-11-05]. （原始内容存档于2024-11-11） （中文（臺灣））.
11. ↑  張祈. . 中央社 CNA. 2024-11-05  [2024-11-05]. （原始内容存档于2024-11-11） （中文（臺灣））.
12. ↑  . 聯合報. 王燕華. 2021-05-07  [2021-05-07]. （原始内容存档于2021-05-07）.